# 欧文·诺兰
欧文·诺兰（英語：Owen Nolan，1972年2月12日—），加拿大前男子冰球运动员，场上位置是前锋。他曾代表加拿大国家队参加2002年冬季奥林匹克运动会冰球比赛，获得一枚金牌。